# Fritz Schade
Fritz Schade (19 de enero de 1880 - 17 de junio de 1926) fue un actor estadounidense nacido en Alemania que trabajó durante la era del cine mudo. Apareció en 41 películas entre 1913 y 1918, incluyendo 6 películas protagonizadas por Charlie Chaplin. Fritz se casó con la actriz Betty Schade.

## Filmografía
- Dough and Dynamite (1914)
- The Masquerader (1914)
- His Prehistoric Past (1914)
- The Face on the Bar Room Floor (1914)
- Laughing Gas (1914)
- His Musical Career (1914)
- Tillie's Punctured Romance (1914) como Camarero/Cliente (Sin acreditar)
- Dangers of a Bride (1917)
- Whose Baby? (1917)